# Plattsburg
Plattsburg és una població dels Estats Units a l'estat de Missouri. Segons el cens del 2000 tenia 2.354 habitants.

## Demografia
Segons el cens del 2000, Plattsburg tenia 2.354 habitants, 918 habitatges, i 631 famílies. La densitat de població era de 256,7 habitants per km².
Dels 918 habitatges en un 32,8% hi vivien nens de menys de 18 anys, en un 52,9% hi vivien parelles casades, en un 11% dones solteres, i en un 31,2% no eren unitats familiars. En el 27,6% dels habitatges hi vivien persones soles el 14,7% de les quals corresponia a persones de 65 anys o més que vivien soles. El nombre mitjà de persones vivint en cada habitatge era de 2,47 i el nombre mitjà de persones que vivien en cada família era de 2,99.
Per edats la població es repartia de la següent manera: un 26,7% tenia menys de 18 anys, un 7,3% entre 18 i 24, un 27% entre 25 i 44, un 22,6% de 45 a 60 i un 16,4% 65 anys o més.
L'edat mediana era de 38 anys. Per cada 100 dones de 18 o més anys hi havia 86,8 homes.
La renda mediana per habitatge era de 37.417 $ i la renda mediana per família de 41.360 $. Els homes tenien una renda mediana de 35.938 $ mentre que les dones 25.372 $. La renda per capita de la població era de 19.212 $. Entorn del 9,1% de les famílies i el 12,3% de la població estaven per davall del llindar de pobresa.

## Poblacions més properes
El següent diagrama mostra les poblacions més properes.